# Шумице (Вишеград)
Шумице (серб. Шумице / Šumice) — село в общине Вишеград Республики Сербской Боснии и Герцеговины. Население составляет 26 человек по переписи 2013 года.

## Население[3]
По данным на 1991 год, в селе проживали 25 человек, все — бошняки.